# Mergulhão-do-junín
O mergulhão-do-junín (Podiceps taczanowskii) é uma espécie de ave da família Podicipedidae. Ocorre unicamente no lago Junim, situado no Peru.

## Conservação
A espécie encontra-se ameaçada e o seu estatuto actual é "Em Perigo".